# Zenaida
Zenaida és un gènere d'ocells de la família dels colúmbids (Columbidae).
El gènere va ser introduït el 1838 pel naturalista francès Charles Lucien Bonaparte. El nom commemora la seva dona, Zénaïde Laetitia Julie Bonaparte, neboda de Napoleó Bonaparte. L'espècie tipus és la tórtora del Carib, Zenaida aurita. És l'ocell nacional d'Anguilla.

## Sistemàtica
L'anàlisi de la seqüència d'ADN confirma que tórtora alablanca (Z. asiatica) i la tórtora de costa (Zenaida meloda) són les més diferents i que haurien de ser tractats com a espècies diferents. Les relacions entre les altres espècies també són força inequívoques; el que no està del tot clar és si la tórtora de Galápagos (Z. galapagoensis) està més relacionada amb la tórtora del Carib (Z. aurita) (tal com indica provisionalment per la morfologia) o amb la tórtora orelluda (Z. auriculata) i la tórtora nord-americana (Z. macroura) (tal com suggereixen les seqüències d'ADN, encara que amb un interval de confiança molt baix), i, més plausiblement, biogeografia).
|  | Leptotila – 11 espècies                 |
|  |                                         |
|  | Leptotrygon – colom guatlla de Veraguas |
|  |                                         |

|  | Zenaida – 7 espècies   |
|  |                        |
|  | Zentrygon – 8 espècies |
|  |                        |

|  | Leptotila – 11 espècies                 |
|  |                                         |
|  | Leptotrygon – colom guatlla de Veraguas |
|  |                                         |

|  | Zenaida – 7 espècies   |
|  |                        |
|  | Zentrygon – 8 espècies |
|  |                        |

|  | Leptotila – 11 espècies                 |
|  |                                         |
|  | Leptotrygon – colom guatlla de Veraguas |
|  |                                         |

|  | Zenaida – 7 espècies   |
|  |                        |
|  | Zentrygon – 8 espècies |
|  |                        |

|  | Leptotila – 11 espècies                 |
|  |                                         |
|  | Leptotrygon – colom guatlla de Veraguas |
|  |                                         |

|  | Zenaida – 7 espècies   |
|  |                        |
|  | Zentrygon – 8 espècies |
|  |                        |

|  | Leptotila – 11 espècies                 |
|  |                                         |
|  | Leptotrygon – colom guatlla de Veraguas |
|  |                                         |

|  | Zenaida – 7 espècies   |
|  |                        |
|  | Zentrygon – 8 espècies |
|  |                        |

|  | Leptotila – 11 espècies                 |
|  |                                         |
|  | Leptotrygon – colom guatlla de Veraguas |
|  |                                         |

|  | Zenaida – 7 espècies   |
|  |                        |
|  | Zentrygon – 8 espècies |
|  |                        |

|  | Leptotila – 11 espècies                 |
|  |                                         |
|  | Leptotrygon – colom guatlla de Veraguas |
|  |                                         |

|  | Zenaida – 7 espècies   |
|  |                        |
|  | Zentrygon – 8 espècies |
|  |                        |

|  | Leptotila – 11 espècies                 |
|  |                                         |
|  | Leptotrygon – colom guatlla de Veraguas |
|  |                                         |

|  | Zenaida – 7 espècies   |
|  |                        |
|  | Zentrygon – 8 espècies |
|  |                        |

|  | tórtora alablanca (Z. asiatica) |
|  |                                 |
|  | tórtora de costa (Z. meloda)    |
|  |                                 |

|  | tórtora orelluda (Z. auriculata)                                                                          |
|  | |
|  | \| \| tórtora de Socorro (Z. graysoni) \| \| \| \| \| \| tórtora nord-americana (Z. macroura) \| \| \| \| |
|  | |
|  | tórtora de Socorro (Z. graysoni)                                                                          |
|  | |
|  | tórtora nord-americana (Z. macroura)                                                                      |
|  | |

|  | tórtora de Socorro (Z. graysoni)     |
|  |                                      |
|  | tórtora nord-americana (Z. macroura) |
|  |                                      |

|  | tórtora orelluda (Z. auriculata)                                                                          |
|  | |
|  | \| \| tórtora de Socorro (Z. graysoni) \| \| \| \| \| \| tórtora nord-americana (Z. macroura) \| \| \| \| |
|  | |
|  | tórtora de Socorro (Z. graysoni)                                                                          |
|  | |
|  | tórtora nord-americana (Z. macroura)                                                                      |
|  | |

|  | tórtora de Socorro (Z. graysoni)     |
|  |                                      |
|  | tórtora nord-americana (Z. macroura) |
|  |                                      |

|  | tórtora alablanca (Z. asiatica) |
|  |                                 |
|  | tórtora de costa (Z. meloda)    |
|  |                                 |

|  | tórtora orelluda (Z. auriculata)                                                                          |
|  | |
|  | \| \| tórtora de Socorro (Z. graysoni) \| \| \| \| \| \| tórtora nord-americana (Z. macroura) \| \| \| \| |
|  | |
|  | tórtora de Socorro (Z. graysoni)                                                                          |
|  | |
|  | tórtora nord-americana (Z. macroura)                                                                      |
|  | |

|  | tórtora de Socorro (Z. graysoni)     |
|  |                                      |
|  | tórtora nord-americana (Z. macroura) |
|  |                                      |

|  | tórtora orelluda (Z. auriculata)                                                                          |
|  | |
|  | \| \| tórtora de Socorro (Z. graysoni) \| \| \| \| \| \| tórtora nord-americana (Z. macroura) \| \| \| \| |
|  | |
|  | tórtora de Socorro (Z. graysoni)                                                                          |
|  | |
|  | tórtora nord-americana (Z. macroura)                                                                      |
|  | |

|  | tórtora de Socorro (Z. graysoni)     |
|  |                                      |
|  | tórtora nord-americana (Z. macroura) |
|  |                                      |

|  | tórtora alablanca (Z. asiatica) |
|  |                                 |
|  | tórtora de costa (Z. meloda)    |
|  |                                 |

|  | tórtora orelluda (Z. auriculata)                                                                          |
|  | |
|  | \| \| tórtora de Socorro (Z. graysoni) \| \| \| \| \| \| tórtora nord-americana (Z. macroura) \| \| \| \| |
|  | |
|  | tórtora de Socorro (Z. graysoni)                                                                          |
|  | |
|  | tórtora nord-americana (Z. macroura)                                                                      |
|  | |

|  | tórtora de Socorro (Z. graysoni)     |
|  |                                      |
|  | tórtora nord-americana (Z. macroura) |
|  |                                      |

|  | tórtora orelluda (Z. auriculata)                                                                          |
|  | |
|  | \| \| tórtora de Socorro (Z. graysoni) \| \| \| \| \| \| tórtora nord-americana (Z. macroura) \| \| \| \| |
|  | |
|  | tórtora de Socorro (Z. graysoni)                                                                          |
|  | |
|  | tórtora nord-americana (Z. macroura)                                                                      |
|  | |

|  | tórtora de Socorro (Z. graysoni)     |
|  |                                      |
|  | tórtora nord-americana (Z. macroura) |
|  |                                      |

|  | tórtora alablanca (Z. asiatica) |
|  |                                 |
|  | tórtora de costa (Z. meloda)    |
|  |                                 |

|  | tórtora orelluda (Z. auriculata)                                                                          |
|  | |
|  | \| \| tórtora de Socorro (Z. graysoni) \| \| \| \| \| \| tórtora nord-americana (Z. macroura) \| \| \| \| |
|  | |
|  | tórtora de Socorro (Z. graysoni)                                                                          |
|  | |
|  | tórtora nord-americana (Z. macroura)                                                                      |
|  | |

|  | tórtora de Socorro (Z. graysoni)     |
|  |                                      |
|  | tórtora nord-americana (Z. macroura) |
|  |                                      |

|  | tórtora orelluda (Z. auriculata)                                                                          |
|  | |
|  | \| \| tórtora de Socorro (Z. graysoni) \| \| \| \| \| \| tórtora nord-americana (Z. macroura) \| \| \| \| |
|  | |
|  | tórtora de Socorro (Z. graysoni)                                                                          |
|  | |
|  | tórtora nord-americana (Z. macroura)                                                                      |
|  | |

|  | tórtora de Socorro (Z. graysoni)     |
|  |                                      |
|  | tórtora nord-americana (Z. macroura) |
|  |                                      |

## Taxonomia
Segons la Classificació del Congrés Ornitològic Internacional (versió 14.2, 2024) aquest gènere està format per 7 espècies:
- tórtora alablanca (Zenaida asiatica).
- tórtora orelluda (Zenaida auriculata).
- tórtora del Carib (Zenaida aurita).
- tórtora de les Galápagos (Zenaida galapagoensis).
- tórtora de Socorro (Zenaida graysoni).
- tórtora nord-americana (Zenaida macroura).
- tórtora de costa (Zenaida meloda).